# بيتر كورنر
بيتر كورنر هو لاعب كرلنغ كندي، ولد في 20 مايو 1968 في برامبتون في كندا.

## وصلات خارجية
- بيتر كورنر على موقع الاتحاد الدولي للكرلنغ (الإنجليزية)